# Yann Bidonga
Yann Bidonga est un footballeur gabonais né le 20 mars 1979 à Bakoumba. Il évolue au poste de gardien de but avec Mangasport. 

## Carrière
- 1999-201. : Mangasport ( Gabon)[1]

## Palmarès
- Championnat du Gabon de football : 2000, 2004, 2005, 2006, 2008
- Coupe du Gabon de football : 2001, 2005, 2007, 2011
- Supercoupe du Gabon de football : 2001, 2006, 2008